# Altstadt (Brandenburg an der Havel)

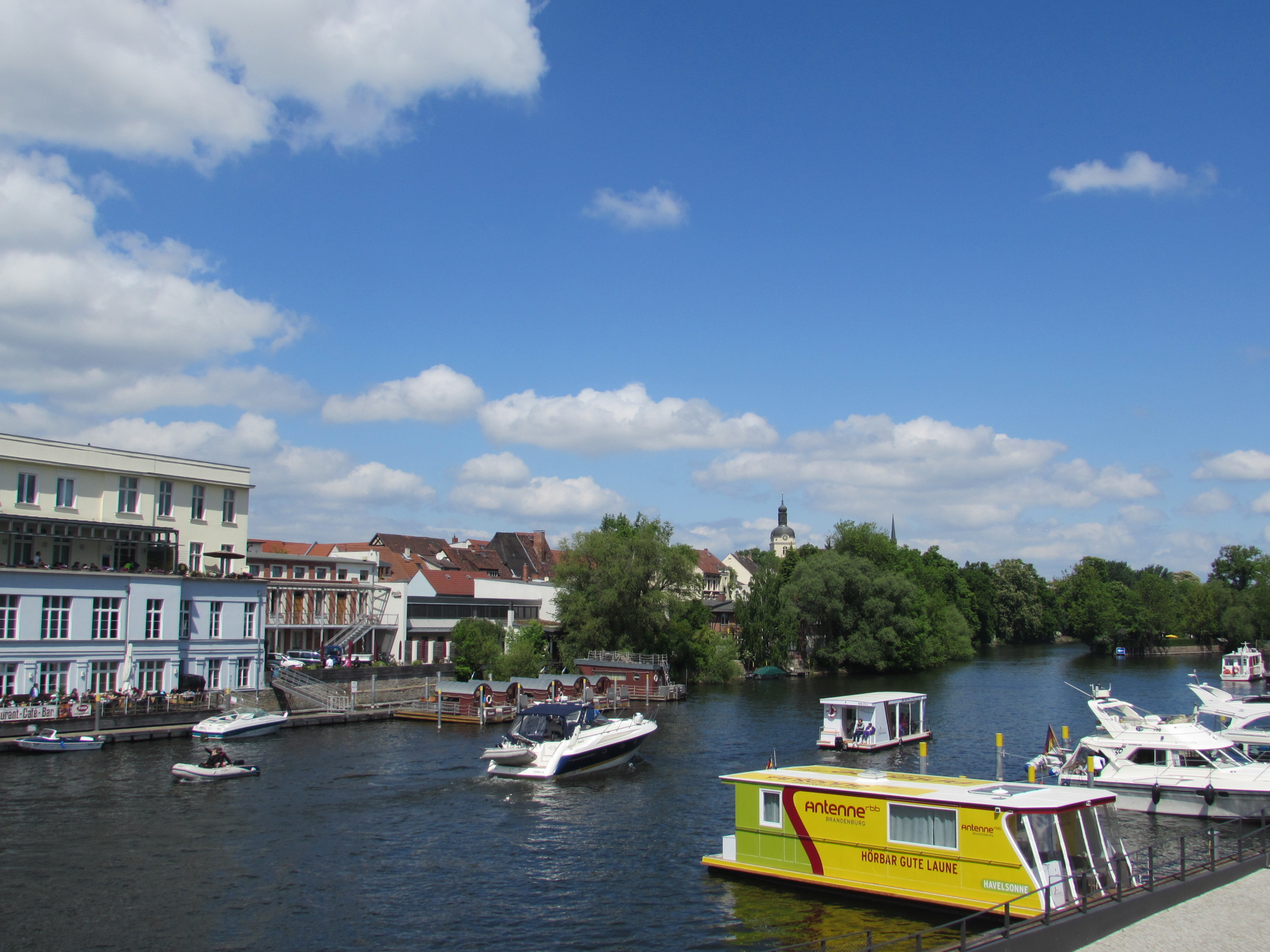
Blick in Brandenburg an der Havel über die Havel auf die Altstadt; zentral im Hintergrund der Kirchturm von St. Gotthardt

Altstadt ist ein Stadtteil von Brandenburg an der Havel. Er entwickelte sich aus der Siedlung Parduin und wurde 1715 zusammen mit der Neustadt zur Stadt Brandenburg vereinigt. Der Siedlungskern der Altstadt liegt nördlich der Havel.

## Geschichte

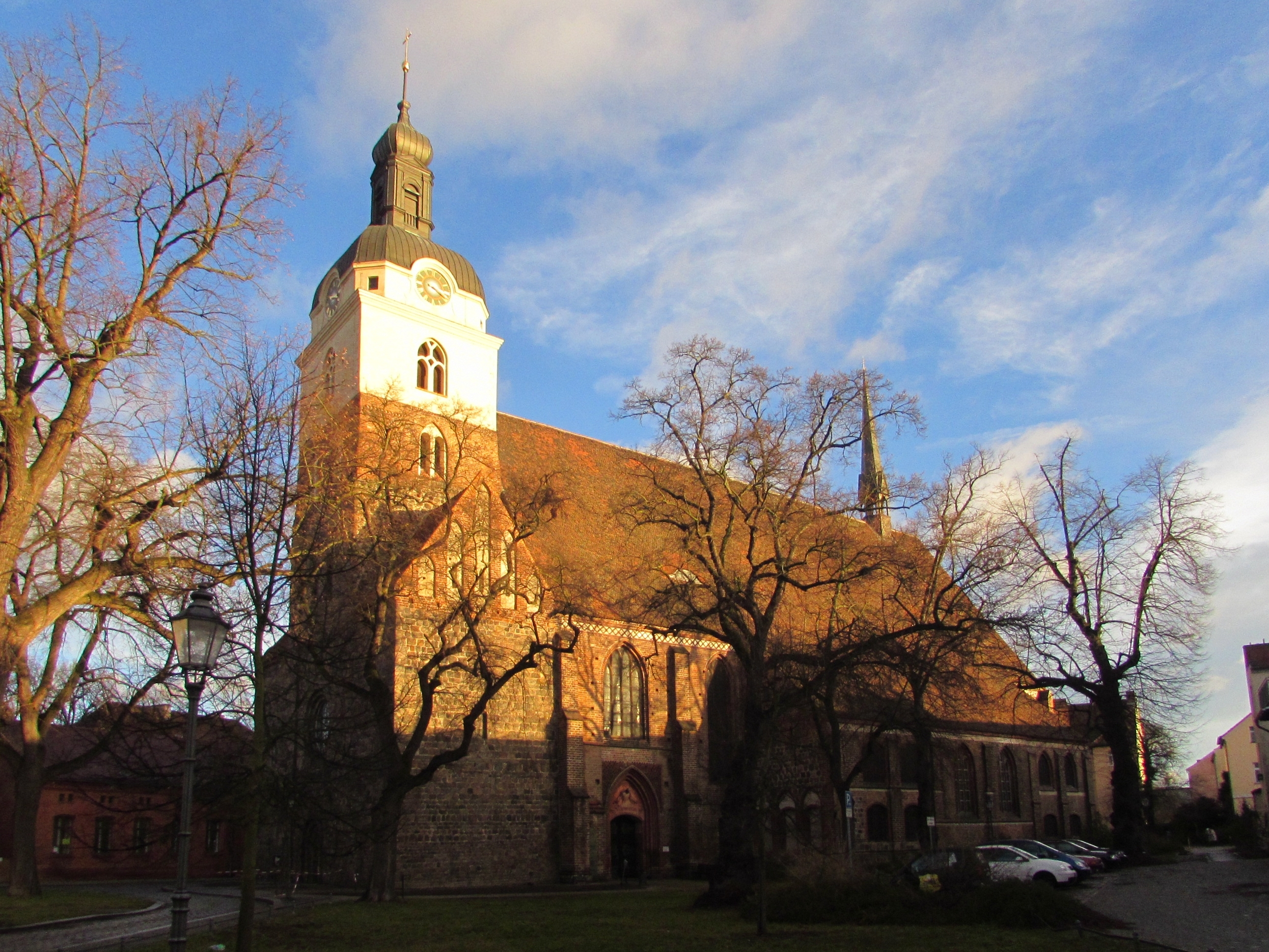
St. Gotthardt als das Zentrum des Parduins, des Siedlungskerns der Altstadt

Die Altstadt wurde im 12. Jahrhundert in der Nähe der kirchlichen Siedlung Dom Brandenburg, seit 1929 ebenfalls ein Stadtteil Brandenburgs, gegründet. Sie entstand anstelle eines Dorfes Parduin, dessen Namen die Stadt zunächst übernahm. Um das Jahr 1147 erlaubte der slawische Fürst Pribislaw-Heinrich Mönchen des Prämonstratenserordens aus Leitzkau die Niederlassung an der Gotthardtkirche. Wenig später fiel Brandenburg an Albrecht den Bären und wurde somit deutsches Gebiet. Nach der Erneuerung des Bistums Brandenburg 1161 wurden dem Prämonstratenserstift St. Gotthardt eine große Zahl von Ländereien nördlich der Havel übertragen. Zu dieser Zeit bis zum Bau des Brandenburger Doms auf der Dominsel war St. Gotthardt die Kathedrale des Bistums. Im Jahr 1170 werden dem Bürgern Zollprivilegien gewährt.
1196 wurde auf der gegenüber südlichen Havelseite die Neustadt gegründet. Zwanzig Jahre später wurde erstmals der Name Altstadt urkundlich erwähnt, der sich bald gegenüber Parduin durchsetzte. 1258 wurde der Herrschaftsbereich der Markgrafen Johann I. und Otto III. geteilt. Trennungslinie war der Fluss Havel. So wurde die nördliche Altstadt 1260 Hauptort des Havellandes, die südliche Neustadt Hauptort der Zauche. Im 13. und 14. Jahrhundert erwarb die Altstadt weitere Dörfer im nördlichen Umland. Auch erhielt sie vom Markgrafen den ausgedehnten Beetzsee mitsamt dem Fischereirecht. Auch mehrere Wassermühlen um die Dominsel kamen an die Stadt. 1348 wurde der Schöppenstuhl, der sich in einem Gebäude mittig auf der Havelbrücke zwischen den beiden Orten Alt- und Neustadt befand, erstmals erwähnt.
1538, zwei Jahre nach der Neustadt, wurde die Altstadt reformiert. Um die Mitte des 16. Jahrhunderts wurden 412 Wohnhäuser in der Altstadt gezählt. In dieser Zeit wurde Brandenburg von mehreren Pestepidemien heimgesucht. Im Dreißigjährigen Krieg wurde die Stadt wiederholt durch Truppen geplündert. Zum Ende des Krieges war etwa die Hälfte der Häuser zerstört. 1645 waren lediglich noch 152 Häuser bewohnt. In der zweiten Hälfte des 17. Jahrhunderts wurde die Akzise eingeführt.
1715 wurden Alt- und Neustadt unter einer Stadtverwaltung vereinigt. Seither entwickelte sich die Altstadt als Stadtteil Brandenburgs. Sie wuchs über die alte Stadtbefestigung hinaus vor allem nach Westen und Norden. Neue Wohnquartiere wie Quenzsiedlung und Klingenbergsiedlung entstanden während der Industrialisierung.

## Struktur und Funktion

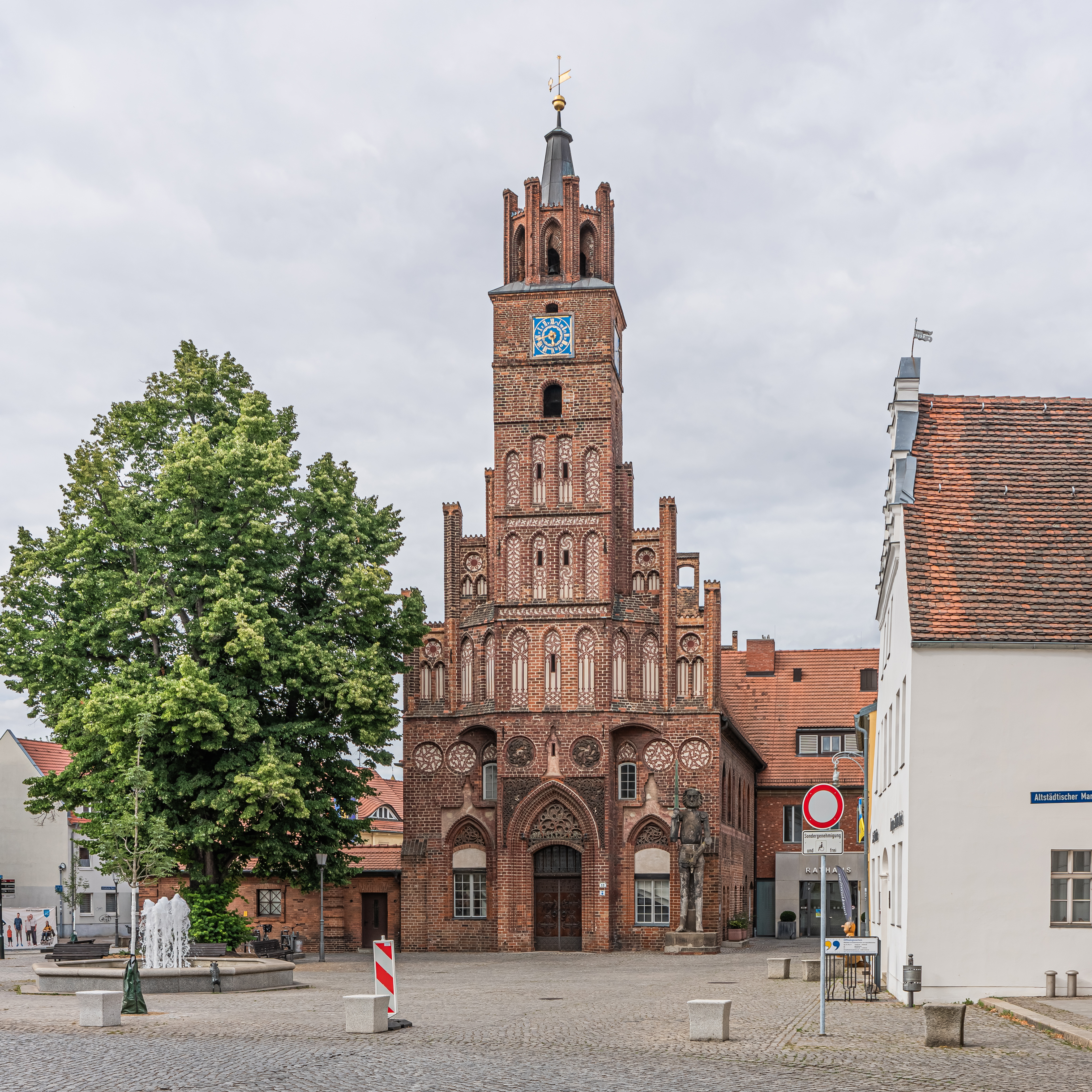
Das Altstädtische Rathaus

Die Altstadt besitzt einen gewissen Charakter eines Innenstadtbereichs, auch wenn ein großer Teil des Zentrumsfunktion von der Neustadt wahrgenommen wird. Ein großer Teil der historischen Bebauung der Altstadt ist als Baudenkmal ausgewiesen. Zentrum der Altstadt ist der Altstädtische Markt. Die Stadtverordnetenversammlung tagt im Ratssaal des historischen Altstädtischen Rathauses. Weiterhin ist dort und im benachbarten mittelalterlichen Ordonnanzhaus ein zentraler Teil der Stadtverwaltung, wie der Oberbürgermeistersitz untergebracht. Neben Rathaus und Ordonnanzhaus sind die Gebäude Sekretariats- und Syndikatshaus, in dem die Fouqué-Bibliothek angesiedelt ist und das Inspektorhaus auffällige Bauwerke am Markt. Ein großer Teil der Stadtverwaltung ist in der ehemaligen Spielwarenfabrik des Ernst Paul Lehmann in der Klosterstraße und im Haupthaus des Alten Zuchthauses am Nicolaiplatz untergebracht.

## Infrastruktur
Im Westen der vorstädtischen Erweiterung der Altstadt befindet sich der Bahnhof Brandenburg-Altstadt an der Regionalbahnlinie von Brandenburg nach Rathenow. Eine weitere Verbindung auf den ehemaligen Westhavelländischen Kreisbahnen wird heute nur noch teilweise für den Güterverkehr genutzt. Die Straßenbahn der Linien 1, 2 und 6 der Verkehrsbetriebe Brandenburg an der Havel verkehren durch die Altstadt. Weiterhin existieren mehrere Buslinien des Tagesverkehrs in verschiedene Stadt- und Ortsteile. Daneben existiert ein Nachtbusverkehr.

## Industrie und Gewerbe
Im Westen der vorstädtischen Bebauung befindet sich das ehemalige Stahl- und Walzwerk Brandenburg. Dieses wurde am Silokanal angesiedelt und ist heute in erster Linie ein Recyclinghof und Industriemuseum. Lediglich das in den 1980er Jahren errichtete Elektrostahlwerk im Besitz des Riva-Konzerns ist noch in Betrieb.

## Gesundheitswesen
Am Marienberg befindet sich das Universitätsklinikum Brandenburg an der Havel als größtes Krankenhaus Westbrandenburgs. Das Universitätsklinikum Brandenburg an der Havel ist Hochschulkrankenhaus der im Jahre 2013 gegründeten Medizinischen Hochschule Brandenburg „Theodor Fontane“.
Daneben existiert eine geriatrische Spezialklinik, das St.-Marienkrankenhaus.

## Bildung und Sport

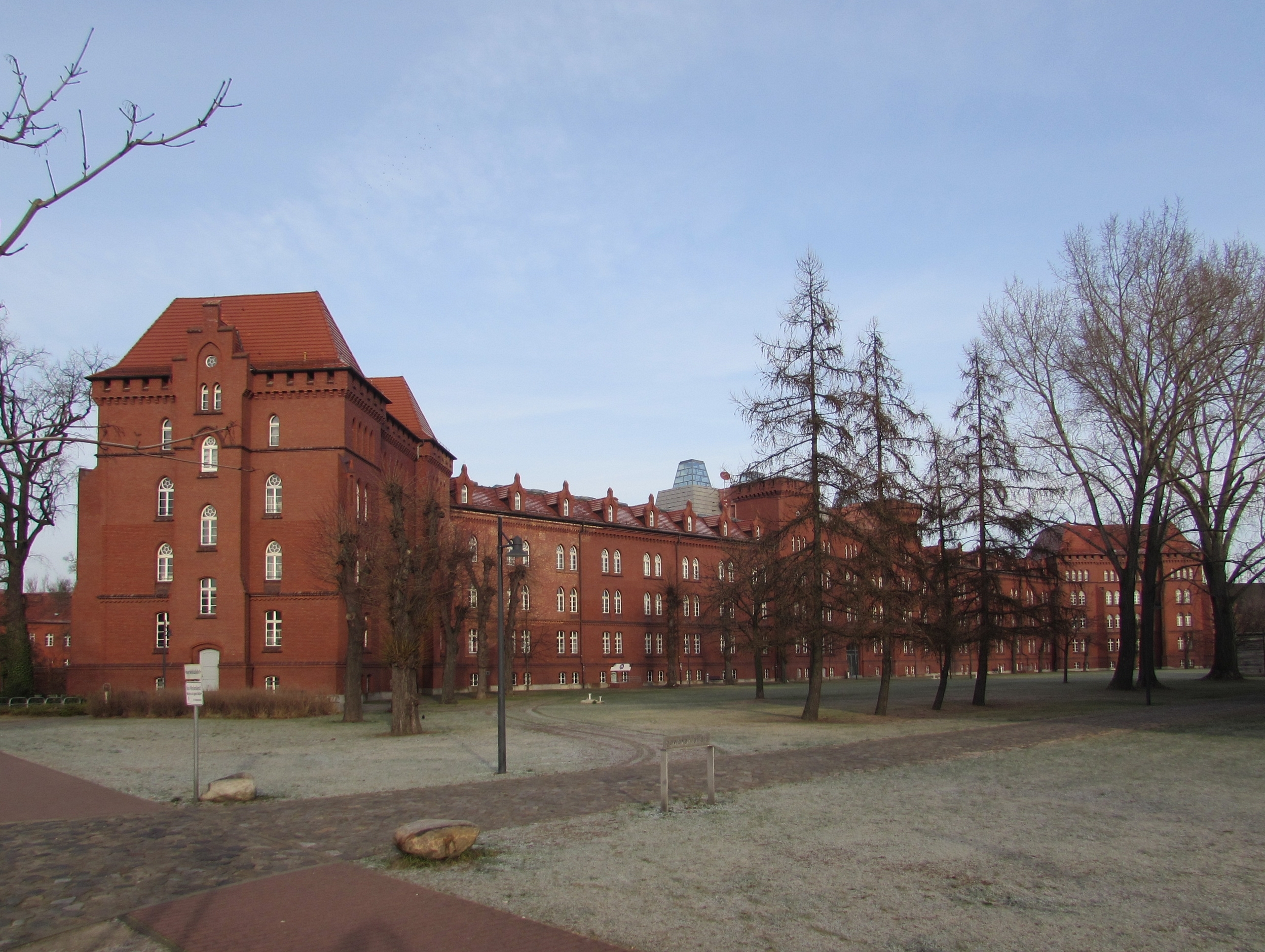
Hauptgebäude der Technischen Hochschule Brandenburg

### Gegenwärtige Situation
In der Altstadt befinden sich die beiden Hochschulen der Stadt. Die Technische Hochschule Brandenburg ist in einem ehemaligen Kasernenkomplex an der Magdeburger Straße untergebracht. Seminar- und Vorlesungsräume der Medizinischen Hochschule Brandenburg existieren in einer ehemaligen Schule am Nicolaiplatz. Daneben gibt es im Stadtteil zwei Grundschulen, eine Oberschule, eine Förderschule, ein Oberstufenzentrum und eine Medizinische Fachschule. Sport- und Veranstaltungsstätten sind das Stadion am Quenz, der Stahlpalast – eine Mehrzweckhalle, und das Marienbad Brandenburg.

### Historische Situation
Das Gebäude Gotthardtkirchplatz 5 besitzt eine besondere Bedeutung: Sie ist die älteste bekannte Lateinschule der Stadt Brandenburg und eines der ältesten Schulgebäude der Mark Brandenburg. Bereits im Jahre 1346 wurde ein Rektor an dieser Schule erwähnt. Heute ist in ihr die Galerie Sonnensegel – eine Kinder-Kunstschule „Galerie Sonnensegel“ untergebracht.
Eine reichhaltige Geschichte weist das unter Denkmalschutz stehende Gebäude auf dem Gelände des ehemaligen Bischofshofes am Walther-Rathenau-Platz 1 (Vorderseite Gotthardkirchplatz 9) auf. Seit 1591 erste Saldria, auch als Altstädtische Lateinschule bezeichnet, beherbergte sie nach dem Zweiten Weltkrieg bis 1975 die Polytechnische Oberschule mit erweitertem Russischunterricht „Juri-Gagarin“ (ROS). Im Nachbargebäude Gotthardkirchplatz 10 wurden Schüler der ehemalige Gemeindeschule der Altstadt unterrichtet, bis das Gebäude der ROS angegliedert wurde.

## Justiz
In der Nähe des Campus der Technischen Hochschule Brandenburg befindet sich das Amtsgericht Brandenburg an der Havel und das Arbeitsgericht Brandenburg an der Havel. Am Gertrud-Piter-Platz hat das Oberlandesgericht Brandenburg seinen Standort. Dort befindet sich auch die juristisch ausgerichtete Bibliothek des Brandenburgischen Oberlandesgerichtes.

## Bedeutende Sakralbauwerke
In der Altstadt stehen mehrere denkmalgeschützte Sakralbauten. Neben der Gotthardtkirche, der alten Hauptkirche der Altstadt beziehungsweise des Paduins, betreibt die evangelische Gemeinde St. Gotthardt noch die Christuskirche in der Klingenbergsiedlung. Die katholische Gemeinde nutzt die Kirche St. Nikolai. St. Bernhard wurde 2014 aufgegeben. Die im Zweiten Weltkrieg stark beschädigte Kirche St. Johannis wurde für die Bundesgartenschau 2015 saniert. Zentrale Parkanlage dieser Gartenschau war der Marienberg, auf dem sich die Friedenswarte befindet.

## Persönlichkeiten
- Michael During (1587–1618), Bürgermeister der Altstadt
- Katharina Zieriss (1587 oder 1588–1618), Frau des Bürgermeisters Michael During